# Geographic Data Files
Geographic Data Files (GDF) は、地理データのための交換ファイルフォーマットである。一般的なGISフォーマットとは異なり、GDFはデータの取得と表現に関する詳細なルール、および、標準的な機能、属性、関係性の幅広い一覧を提供する。最新の拡張では、歩行者ナビゲーション、3D地図レンダリング、先進運転支援システム (ADAS) への適用が拡充されている。
GDFは、カーナビゲーション、フリート管理、配送管理、道路交通分析、交通管理、車両位置特定、など、多くの産業でデータ交換に一般的に使用されている。
GDFは、元々フラットなプレーンテキストファイルとして始まった。大規模な地理情報アプリケーションで直接使用することは意図されておらず、通常はアプリケーション内で使うために、より効率的なフォーマットに変換する必要がある。最近のXMLおよびSQLへの変換の開発により用途が広がっている。
GDF形式の地図は、HERE、TomTom、Mapscape BV、GeoSmart、Automotive Navigation Data、AutoNavi、NavInfo、など、多くの地図プロバイダが提供している。

## 標準化
GDFは、道路ネットワークや他の地理データをモデル化、記述、転送するために使用される国際標準である。
この標準は、当初、デジタル地図プロバイダ、自動者メーカ、電子機器メーカ、の協力のものでCENによって策定された。これらの標準化の取り組みの成果 (CEN GDF 3.0 または ENV14825:1996) は、ISO/TC204 サブワーキンググループ3 によって作成された国際標準の主要なたたき台となった。
- ISO GDF 4.0 (正式な標準名は ISO 14825:2004) (廃止)[3]
- ISO GDF 5.0 (正式な標準名は ISO 14825:2011) (廃止)[4]
- ISO GDF 5.1 (正式な標準名は ISO 20524-1:2020[5], ISO 20524-2:2020[6])

しかし、ISO GDF標準が存在しているにもかかわらず、モデル抽象化の特質、解釈の違い、各地図プロバイダの独自コンテンツ拡張部の存在、などにより、異なるプロバイダのGDF製品の間で相互運用性の問題が生じた。実際には、地図プロバイダの独自コンテンツ拡張部により、GDFには完全な互換性はない。このため、GDF 5.0 では、拡張されたメタデータと実装選択のためのフラグに関して、大幅な改善が提供されている。

### GDF 5.0
GDF 5.0 の仕様は、2001年から2008年にかけて、オーストラリア、カナダ、チェコ、フランス、ドイツ、日本、韓国、オランダ、アメリカ合衆国、の専門家が参加して開発され、編纂された。ISO/TC211の標準との調和にむけた広範な活動が行われた。GDF 5.0 は2011年7月に公開された。
GDF 5.0 の主な改良点には、UMLモデルの移行と改良、線形参照および地理空間ウェブ標準との調和、3Dコンテンツと時間座標のサポート、包括的な文字セットおよび音声表現、新しいXMLおよびSQLベースの配信形式、がある。

### GDF 5.1
GDF 5.0はアプリケーションとしてカーナビゲーションを主要対象とした地理データベースを扱っているが、その後協調ITS、マルチモーダルナビゲーション、自動運転システム等の新規アプリケーションの出現に呼応し、改訂のニーズが高まってきた。2014年10月にGDF 5.0を改訂する作業が始められた。GDF 5.0から存在する部分を変更したパート1は2020年4月に、協調ITS、マルチモーダルナビゲーション、自動運転システム、など、新たなシステムに対応するための規格を記述したパート2は2020年11月に発行された。

### GDF標準化の背景と根拠
1980年代後期には、デジタル道路地図データの製造業者と利用者は、共通のデータ交換基準の必要性を求めるようになった。このような基準の欠如は、こういったデータを使用する産業の成長と成功にとって障害になると考えられた。高度道路交通システム (ITS) 産業の登場前、空間データの交換基準の開発は、主に地域ごとに進められ、道路運送関連アプリケーションの特殊な要件にあわせて設計されていなかった。
1990年代にはカーナビゲーションの開発が進み、地図プロバイダとカーナビゲーション製造業者の間でデジタル地図データを交換するためにGDFが使われるようになった。GDFの仕様は、地理情報の収集と交換の両方を可能にする基盤を提供した。GDFの元々の設計では、アプリケーションに依存しないモデルを想定していたが、標準化においては特にカーナビゲーションを可能とする地図データ要件に重点を置いた。それ以降、GDFはデータモデリングの能力、国際的な適用範囲、地理的なドメインの拡大、および、多様な交換形式の面で進化してきた。その結果、GDFは幅広いアプリケーション領域をカバーし、多くの地理空間技術に適用されている。